# Liste der Kulturdenkmäler in Anschau
In der Liste der Kulturdenkmäler in Anschau sind alle Kulturdenkmäler der rheinland-pfälzischen Ortsgemeinde Anschau einschließlich des Ortsteils Mimbach aufgeführt. Grundlage ist die Denkmalliste des Landes Rheinland-Pfalz (Stand: 27. Oktober 2023).

## Einzeldenkmäler
| Bezeichnung                      | Lage                                                         | Baujahr         | Beschreibung                                             | Bild |
| -------------------------------- | ------------------------------------------------------------ | --------------- | -------------------------------------------------------- | ---- |
| Katholische St.-Aegidius-Kapelle | Anschau, Dorfstraße 9 Lage                                   | 1755            | Saalbau, bezeichnet 1755                                 | BW   |
| Wegekreuz                        | Anschau, Hauptstraße, Ecke Dorfstraße Lage                   | 17. Jahrhundert | Wegekreuz, 17. Jahrhundert                               | BW   |
| Wegekreuz                        | Anschau, südöstlich des Ortes an der K 9 Lage                | 1663            | Wegekreuz, Nischentyp, bezeichnet 1663; nicht auffindbar | BW   |
| Wegekreuz                        | Mimbach, Bergstraße Lage                                     | 19. Jahrhundert | Wegekreuz, 19. Jahrhundert                               | BW   |
| Kapelle                          | Mimbach, südlich des Ortes an der K 10 Richtung Anschau Lage |                 | kleiner Putzbau                                          | BW   |